# Robert von Hippel

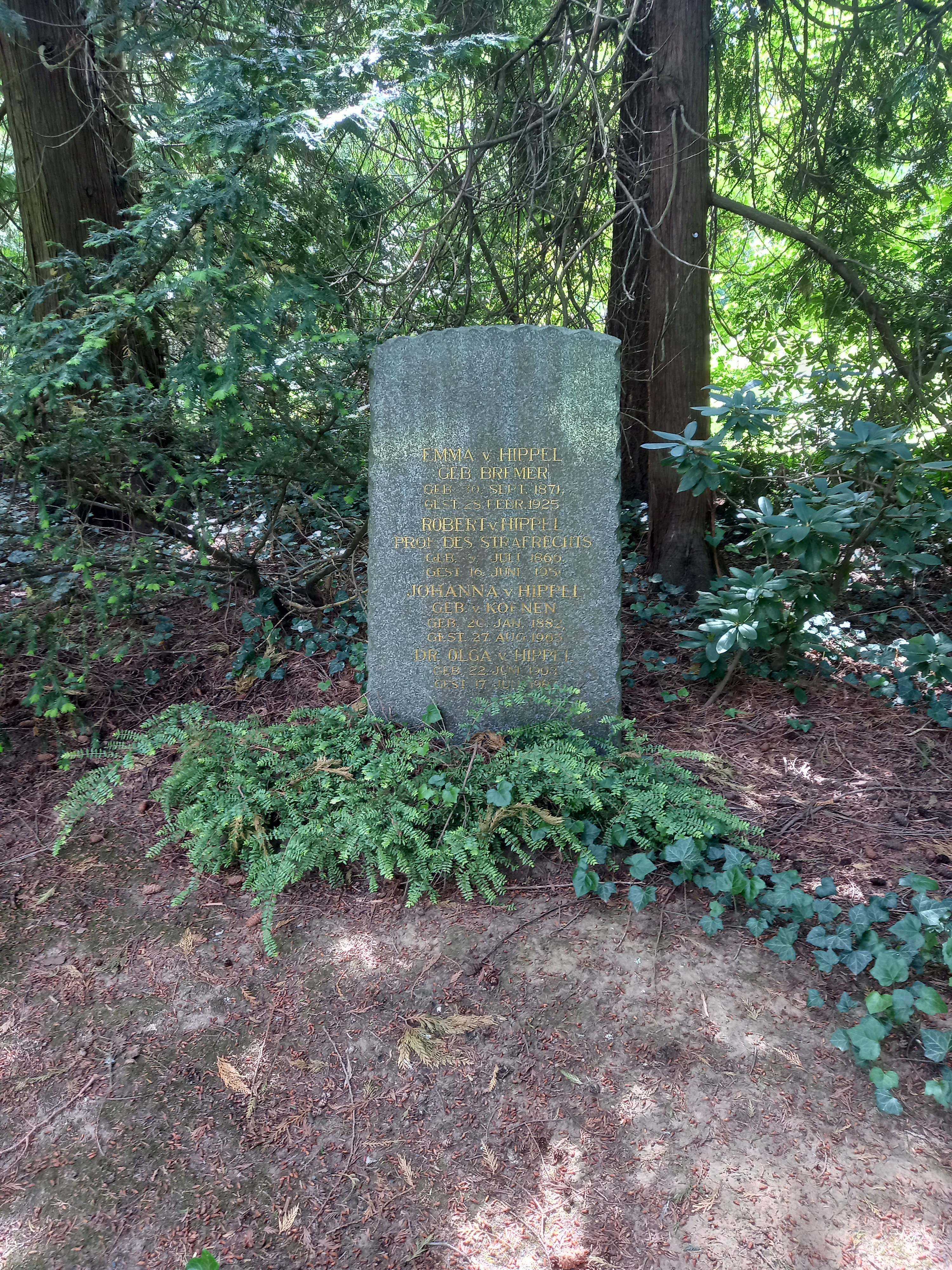
Das Grab von Robert von Hippel und seiner Ehefrauen Emma geborene Bremer und Johanna geborene von Koenen im Familiengrab auf dem Stadtfriedhof Göttingen

Robert Wilhelm Ferdinand von Hippel (* 8. Juli 1866 in Königsberg (Preußen); † 16. Juni 1951  in Göttingen) war ein deutscher Rechtswissenschaftler und Hochschullehrer.

## Leben
Robert von Hippel war der Spross einer angesehenen alten ostpreußischen Beamten- und Gelehrtenfamilie. Seine Eltern waren Arthur von Hippel  (1841–1916) und dessen Ehefrau Olga Magnus (1846–1900). Er widmete sich nach dem Abitur einem Studium der Rechtswissenschaften an der Universität Marburg, das er 1888 mit dem Erwerb des akademischen Grades eines Dr. iur. und der Promotion abschloss. Während seines Studiums wurde er in Gießen 1884 Mitglied der Studentenverbindung Akademische Gesellschaft Das Kloster. In der Folge war von Hippel als Referendar in Kirchhain, Marburg und Halle eingesetzt, bis er 1892 aus dem preußischen Gerichtsdienst entlassen wurde.
Nachdem von Hippel sich 1891 an der Universität Kiel für Strafrecht, Strafprozess und Zivilprozess habilitiert hatte, füllte er dort eine Dozentur aus, bevor er 1892 einem Ruf zu einer außerordentlichen Professur für dieselben Fächer nach Straßburg Folge leistete. 1895 wechselte von Hippel als ordentlicher Professor nach Rostock und schließlich 1899 nach Göttingen, wo er zwischen 1916 und 1917 zusätzlich das Rektorat innehatte. 1919 habilitierte sich bei ihm Richard Martin Honig. 1935 wurde Robert von Hippel emeritiert.
Der am 26. März 1914 zum Geheimen Justizrat beförderte Robert von Hippel verstarb 1951 fast 85-jährig in Göttingen.

## Wirken
Der als einer der bedeutendsten deutschen Strafrechtler des auslaufenden 19. und beginnenden 20. Jahrhunderts geltende Robert von Hippel, Schüler und Freund von Franz von Liszt, widmete sich insbesondere der Geschichte und Dogmatik des Strafrechts und trieb deren Erforschung voran. Vehement trat er für Reformen im Strafvollzug und in der Behandlung entlassener Straftäter ein, um diesen eine bessere Resozialisierung zu ermöglichen.
Er war von der Wirksamkeit von Arbeitshäusern überzeugt und trat dafür ein, eine „Arbeitshausstrafe“ als Hauptstrafe ins Strafgesetzbuch aufzunehmen und die übliche, weithin als sinnlos angesehene kurze Haftstrafe vor der Überweisung in ein Arbeitshaus wegfallen zu lassen. Arbeitsunfähige und Personen unter 18 Jahren sollten nicht mehr in Arbeitshäuser eingewiesen werden, die dort vereinzelt eingesetzte Prügelstrafe sollte abgeschafft werden, und eine „bedingte Entlassung“ mit Kontrolle der Entlassenen ermöglicht werden. Seine Forderungen wurden von der deutschen Sektion der Internationalen Kriminalistischen Vereinigung aufgegriffen.
Von 1911 bis 1913 war von Hippel als Mitglied der 16-köpfigen Strafrechtskommission führend an der Reform des Strafgesetzbuches beteiligt.

## Familie
Er heiratete 1894 in Straßburg Emma Bremer (1871–1925), eine Tochter des Professors der Rechte in Straßburg Peter Bremer († 1916) und der Charlotte Erxleben. Das Paar hatte drei Söhne und eine Tochter:
- Ernst (* 28. September 1895; † 26. September 1984)
- Fritz Richard Ferdinand (* 28. April 1897; † 8. Januar 1991)
- Arthur Robert (* 19. November 1898; † 31. Dezember 2003)
- Olga (* 22. Juni 1903; † 17. Juni 1987)

Nach dem Tod seiner ersten Frau heiratete er 1927 in Göttingen Johanna von Koenen (1882–1965), eine Tochter des Geheimen Bergrats sowie Professors der Geologie und Paläontologie Adolf von Koenen (1837–1915).

## Schriften (Auswahl)
- Die Vorschläge zur Einführung der bedingten Verurtheilung in Deutschland, Enke, Stuttgart 1890.
- Aktenstücke zum Strafprozess für Lehrzwecke, S. Hirzel, Leipzig 1898.
- Willensfreiheit und Strafrecht, I. Guttentag, 1903.
- Verbrechen und Vergehen wider die öffentliche Ordnung, Liebmann, Berlin 1906.
- Deutsches Strafrecht, 2 Bände, J. Springer, Berlin 1925–1930.
- Die Entstehung der modernen Freiheitsstrafe und des Erziehungs-Strafvollzugs, Thüringische Gefängnisgesellschaft, Eisenach 1931.
- Der deutsche Strafprozeß: Lehrbuch, Elwert’sche Verlagsbuchhandlung, Marburg 1941.